# 안윤상
안윤상(1982년 10월 16일 ~ )은 대한민국의 희극 배우이다. 성대모사 달인으로 유명하다.

## 주요 출연작

### 예능
- 개그콘서트 (KBS 2TV)
  - [버퍼링스] - 그는 이 코너에서 개그맨 레이와 함께 뛰어난 가창력과 아이디어를 보여주었다. 그리고 요즘에는 개그콘서트 히든캐릭터에서 활약하고 있다가 1회하고 나오지 않는다.[1]
- 롤러코스터2 (tvN)
- 《SNL 코리아 (시즌 6)》 (2015년, tvN)
- 안윤상의 여보세요 - 그는 이 케이블 프로그램에서 다양한 목소리로 장난전화를 건다. 허경영, 이명박, 박지성 등 수많은 사람들의 성대모사를 했다. 거의 모든 사람들이 속았다. * 개그콘서트 - 이 곳에서 안상수 前 한나라당 원내대표의 오십견 발언과 포탄 패러디, 송영길 인천시장의 폭탄주 파문 등을 풍자한 성대모사를 하여 눈길을 끌었다.
- 개그월드컵 - 설 특집으로 방영한 이곳에서 김문수 경기도지사를 패러디 했으나 지루하다는 이유로 8강에 들지 못했다.

### 영화
- 모모와 다락방의 수상한 요괴들 - 마메(목소리) 역
- 미스터 주: 사라진 VIP - 말(목소리) 역

### 앨범
- Intro(2008) - 버퍼링스 (Bufferings)

### 라디오
- 강석, 김혜영의 싱글벙글쇼 - 고정 출연자
- 조우종의 FM대행진 - 고정 출연자
- 안윤상의 선곡! 진검승부 - DJ

## 주요 성대모사 대상
- 이명박(前 대통령)
- 안상수(한나라당 전 대표)
- 송영길(전 인천광역시장)
- 박지성(前축구선수)
- 임재범(가수)
- 휘성(가수)
- 故김대중(前 대통령)
- 故앙드레 김(패션디자이너,고인)
- 허경영(공화당 총재)
- 최종원(영화배우/제 18대 국회의원)
- 유해진(영화배우)
- 윤문식(탤런트)
- 변희봉(영화배우)
- 송강호(영화배우)
- 개리(가수/리쌍)
- 박상민(가수)
- 한준희(KBS 해설위원)
- 이선균(탤런트)
- 설경구(영화배우)
- 피글렛(곰돌이 푸우에 나오는 캐릭터)
- 스타크래프트 유닛 - 드라군, 질럿, 히드라리스크 등
- 졸라맨(캐릭터)
- 말하는 고양이 톰
- 옹알이 쌍둥이
- 신문선(축구 해설위원)
- 허정무(前 대한민국 축구 국가대표 감독)
- 오광록(영화배우)
- 성동일(영화배우/안윤상은 이것을 추노 천지호 버전으로 함)
- 바비킴(가수)
- 박완규(가수)
- 조성모(가수)
- 박영진(개그맨)
- 박성광(개그맨/안윤상은 박성광의 술 취한 목소리를 흉내냄)
- 빵상아줌마
- 뱃고동 소리
- 유시민(前통합진보당 공동대표 ,작가)
- 김종서(가수)
- 노홍철(방송인)
- 허안나(개그우먼/허안나의 술취한 목소리를 흉내냄)
- 김원효(개그맨)
- 김흥국(가수)
- 양상국(개그맨)
- 최효종(개그맨)
- 송해(MC)
- 김문수(경기도지사)
- 한석규(영화배우/안윤상은 한석규를 뿌리깊은 나무의 세종버전으로 함)
- 크래쉬 안흥찬(가수)
- 폴 포츠(가수)
- 도올(철학자, 교수)
- 전원책(변호사)
- 김어준(딴지일보)
- 송새벽(탤런트)

이들을 포함해서 60여명의 성대모사를 할 수 있다고 한다.